# به آنان بگویید ویلی بوی اینجاست
به آنان بگویید ویلی بوی اینجاست (انگلیسی: Tell Them Willie Boy Is Here) یک فیلم وسترن آمریکایی است که در سال ۱۹۶۹ اکران گردید، این فیلم بر اساس داستان واقعی یک فرد بومی آمریکایی به نام ویلی بوی از مردم چمی‌وِی‌وی-پایوت، و مجادله او با قانون در سال ۱۹۰۹ در منطقه بانینگ، کالیفرنیا، ایالات متحده آمریکا ساخته شده‌است. این فیلم اقتباسی از کتاب ویلی بوی: شکار انسان در صحرا اثر هری لاوتن می‌باشد که در سال ۱۹۶۰ به چاپ رسید.

## بازیگران
- رابرت ردفورد در نقش کوپر
- کاترین راس در نقش لولا
- رابرت بلیک در نقش ویلی
- سوزان کلارک در نقش لیز